# Jean Marie Joseph Farina
Pour les articles homonymes, voir Jean-Marie Farina et Farina.
Jean Marie Joseph Farina né Giovanni Maria Giuseppe Farina le 3 décembre 1785 à Santa Maria Maggiore et mort le 19 janvier 1864 à Paris est un parfumeur-distillateur français d'origine italienne.
Il est l'arrière-petit-neveu de Jean Marie Farina (1685-1766), créateur de l'eau de Cologne.

## Biographie
Né Giovanni Maria Giuseppe Farina à Santa Maria Maggiore de Carlo Gerolamo Andrea Farina (1750-1828) et Antonia Maria Borgnis (1759-1819), Jean Marie Farina, héritier de la formule originelle de l'Aqua Mirabilis, crée en 1806 son eau de Cologne qui deviendra la référence absolue.
Le 1er juillet 1806, il passe contrat avec Durochereau, patron d'une maison de nouveautés, pour fabriquer et commercialiser « l'Eau dite de Cologne ».
Ils ouvrent boutique de parfumeur au nom de « Jean Marie Farina » au 331, rue Saint-Honoré à Paris. Deux ans plus tard, Farina crée pour Napoléon Ier, grand amateur d'eau de Cologne, le « Rouleau de l'empereur », un flacon exclusif en forme de rouleau et qui peut être glissé dans une botte. Il devient le fournisseur officiel de l'impératrice Joséphine. 
Un extrait de contrat de mariage datant de 1808 mentionne que Farina, qualifié de « distillateur » est marié avec Barbe Catherine Suireau (vers 1780-1860), laquelle est liée au Durochereau, et qu'il demeure 19, rue de Richelieu. Le couple aura de nombreux enfants dont trois garçons qui survivront.
En 1840, Jacques Collas, peut-être un apprenti de Farina ou bien un associé, rachète la parfumerie Jean-Marie Farina puis son fils Léonce Collas développe les ventes aux États-Unis. Il reçoit la médaille d'or de l'Exposition universelle de 1855.
L'affaire sera reprise en 1862 par Armand Roger et Charles Martial Gallet, cousins par alliance des Collas, sous le nom de « Roger & Gallet ». Cette enseigne détient les droits de l’Eau de Cologne extra vieille, mais pas ceux de l’Original Eau de Cologne de Cologne.

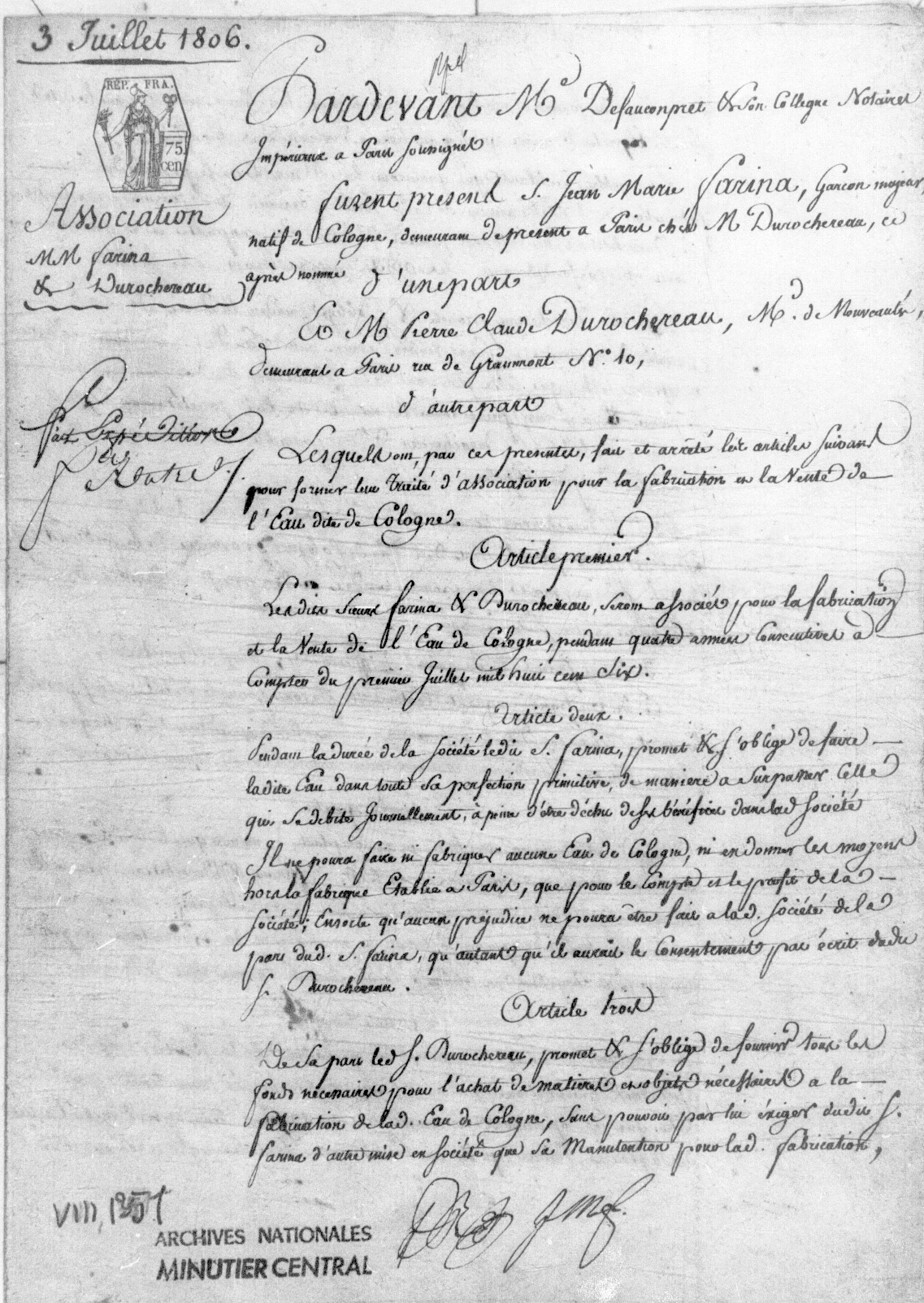
Contrat de 1806 entre Farina et Durochereau, Archives nationales.
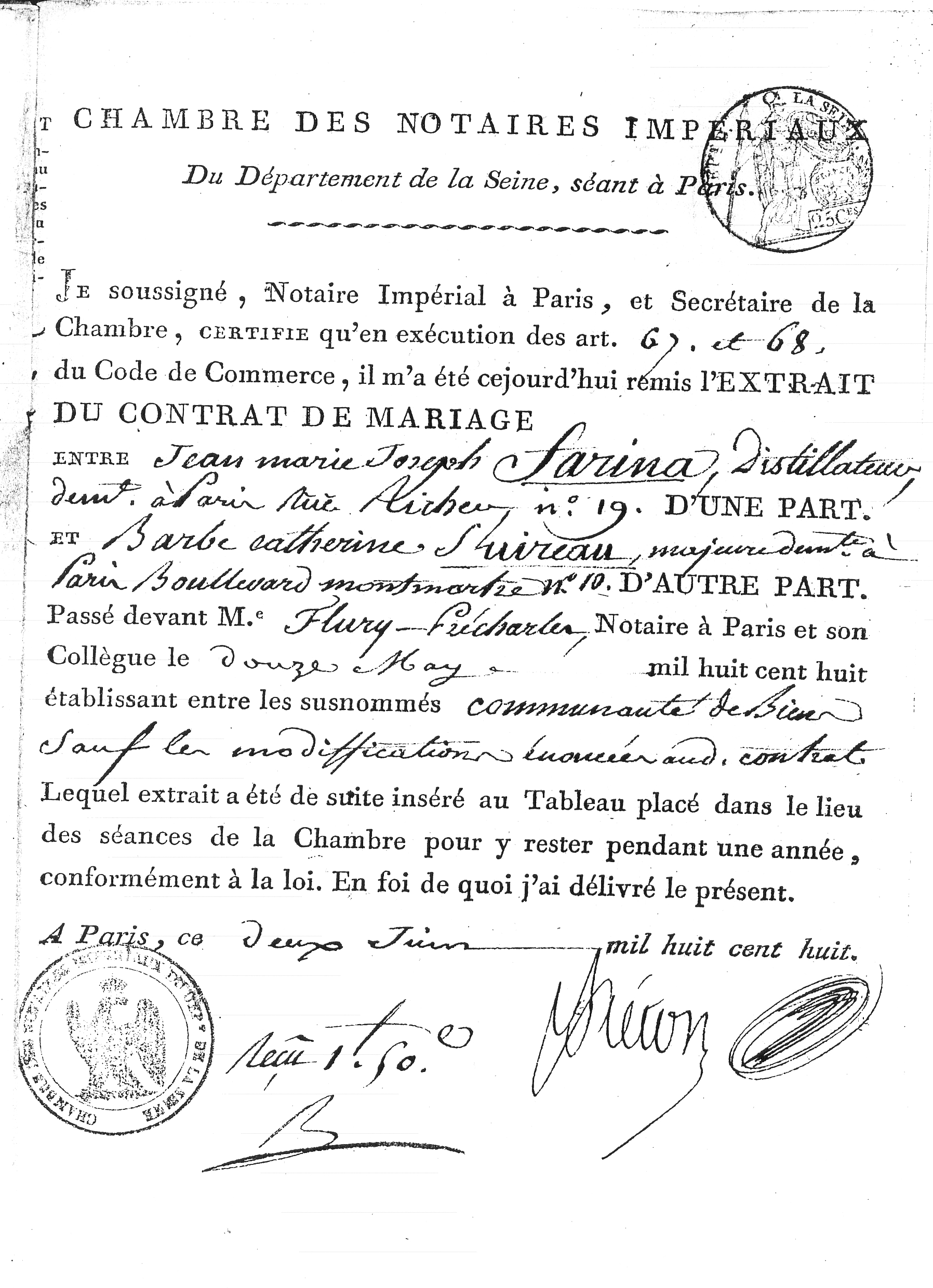
Extrait du contrat de mariage en 1808.
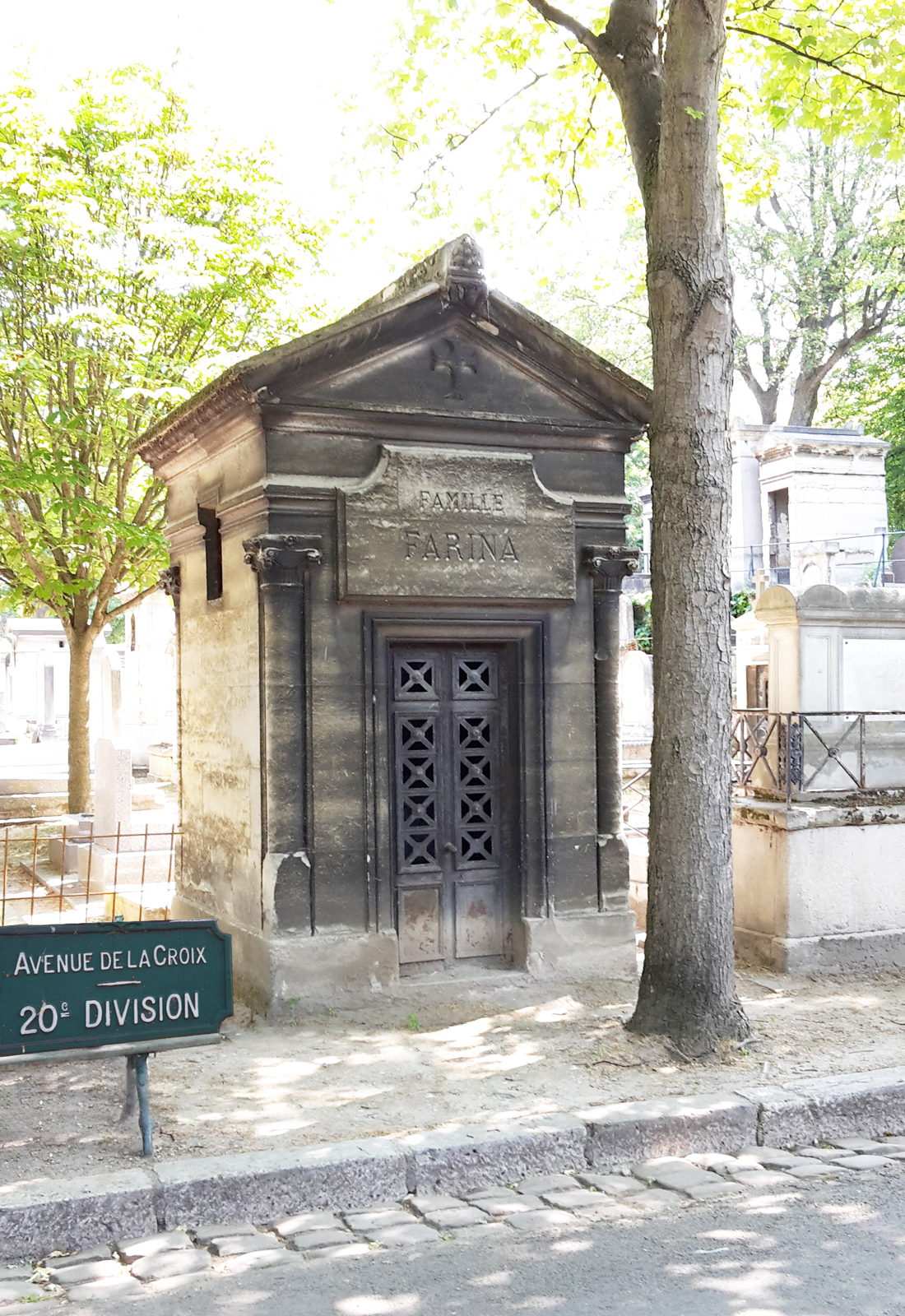
Tombe de Jean Marie Joseph Farina, Paris, cimetière de Montmartre.
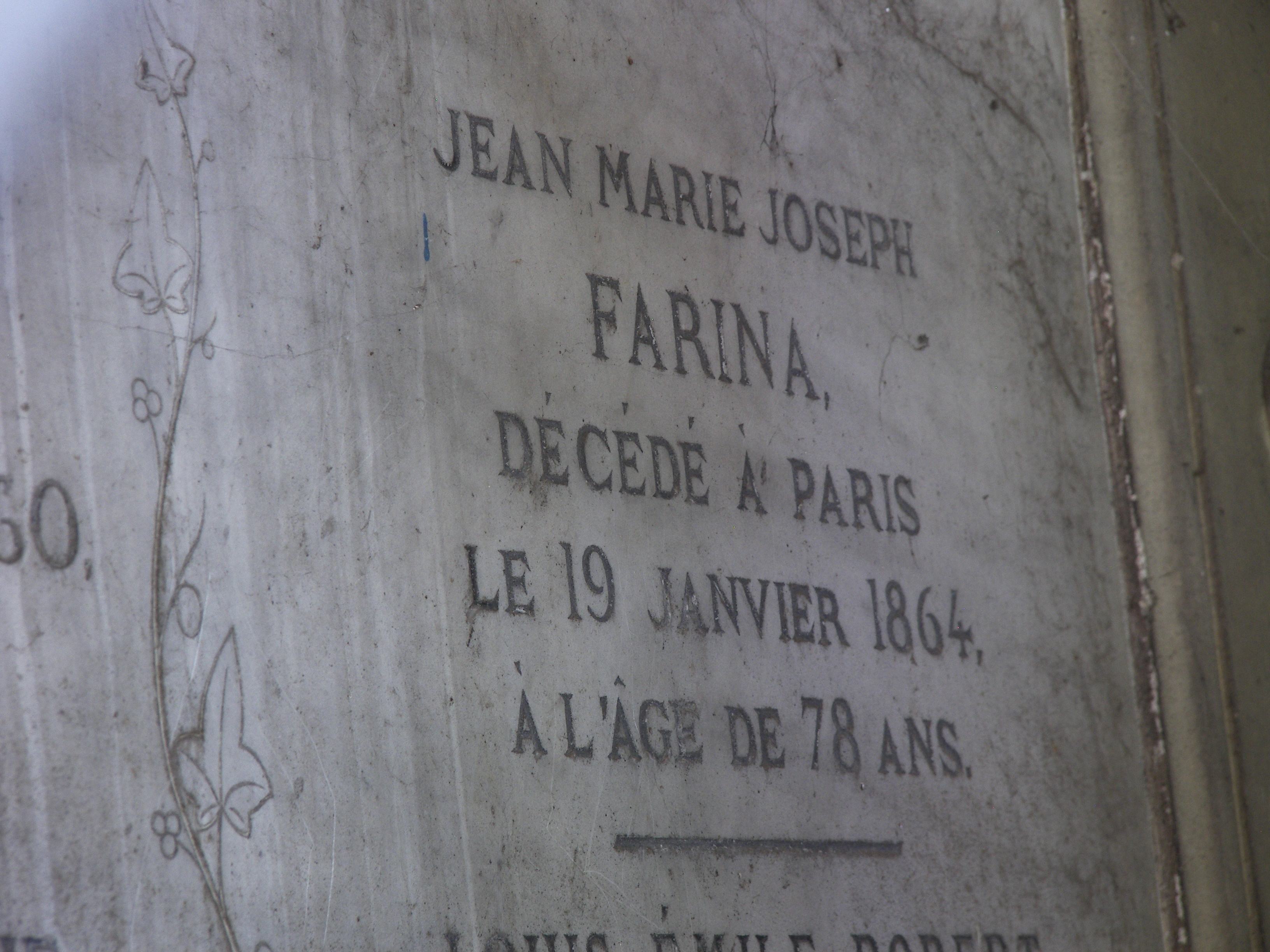
Tombe de Jean Marie Joseph Farina, Paris, cimetière de Montmartre.

## Farina dans la fiction
Honoré de Balzac s'est inspiré entre autres de ce parfumeur et de sa boutique rue Saint-Honoré dans César Birotteau : dans le roman, se trouve la boutique « La Reine des Rose » de César Birotteau qui est dit inventeur d'une eau parfumée, « La Lotion carminative ».